# Wolfgang Overath
Wolfgang Overath (Siegburg, 1943. szeptember 29. –) nyugatnémet válogatott világbajnok német labdarúgó, középpályás. 1970 és 1972 között a válogatott csapatkapitánya volt.

## Pályafutása

### Klubcsapatban
1953-ban szülővárosa csapatában, az SSV Siegburg együttesében kezdte a labdarúgást. 1962 és 1977 között a teljes pályafutását az  1. FC Köln csapatában töltötte. Összesen 765 mérkőzésen lépett pályára és 287 gólt szerzett. Tagja volt az 1963–64-es bajnokcsapatnak illetve az 1968-as és 1977-es kupagyőztes csapatnak. Az európai kupasorozatokban 71 mérkőzésen szerepelt és 11 gólt szerzett.

### A válogatottban
1963 és 1974 között 81 alkalommal szerepelt a nyugatnémet válogatottban és 17 gólt szerzett. 1966-ban világbajnoki ezüst-, 1970-ben bronz-, 1974-ben aranyérmet nyert a válogatottal. Overath egyike annak a négy játékosnak (csapattársai Franz Beckenbauer, Sepp Maier és honfitársa Miroslav Klose mellett), aki mind a három világbajnoki éremmel rendelkezik.

### Sportvezetőként
2004-ben megválasztották az 1. FC Köln elnökévé. Erről a pozíciójáról 2011. november 13-án mondott le.

## Sikerei, díjai
NSZK
- Világbajnokság
  - világbajnok: 1974, NSZK
  - ezüstérmes: 1966, Anglia
  - bronzérmes: 1970, Mexikó

 1. FC Köln
- Nyugatnémet bajnokság (Bundesliga)
  - bajnok: 1963–64
  - 2.: 1964–65, 1972–73
- Nyugatnémet kupa (DFB-Pokal)
  - győztes: 1968, 1977
  - döntős:  1970, 1971, 1973